# Saison 2 de Devious Maids
Chronologie
Saison 1 Saison 3
Cet article présente les treize épisodes de la deuxième saison de la série télévisée américaine Devious Maids.

## Synopsis de la saison
La deuxième saison est centrée sur Nicholas Deering, un riche homme d'affaires. En effet, son ex-femme a mystérieusement disparu de nombreuses années auparavant, de plus, sa bonne : Opal, semble cacher quelque chose.
Marisol est désormais fiancée à Nicholas Deering et tente de connaître la vérité sur la disparition de son ex-femme Dahlia ; Zoila est en pleine séparation avec son mari Pablo mais va vite rencontrer un nouvel homme dans sa vie ; Valentina se retrouve au centre d'un triangle amoureux entre Rémi Delatour et Ethan le garçon de piscine et fils d'Opal ; Carmen fait face au meurtre d'Alejandro tout en tentant de rebondir et d'aider Spence, désormais très seul ; Rosie est quant à elle embauchée chez les Miller où elle s'occupe de M. Kenneth qui est en fauteuil roulant et qui vit au milieu des disputes entre sa fille et sa nouvelle compagne. Rosie va devoir faire face à Reggie, le neveu de Mr Kenneth qui semble vite avoir de mauvaises intentions.

## Distribution

### Acteurs principaux
- Ana Ortiz (VF : Véronique Alycia) : Marisol Suarez
- Dania Ramírez (VF : Ethel Houbiers) : Rosie Falta
- Roselyn Sánchez (VF : Laëtitia Lefebvre) : Carmen Luna
- Judy Reyes (VF : Julie Turin) : Zoila Diaz
- Edy Ganem (VF : Jessica Monceau) : Valentina Diaz
- Rebecca Wisocky (VF : Véronique Borgias) : Evelyn Powell
- Tom Irwin (VF : Pierre-François Pistorio) : Adrian Powell
- Grant Show (VF : Thierry Ragueneau) : Spence Westmore
- Drew Van Acker (VF : Emmanuel Garijo) : Remi Delatour
- Mark Deklin (VF : Loïc Houdré) : Nicholas Deering[1]
- Joanna Adler (VF : Marie Gamory) : Opal Sinclair[2]
- Dominic Adams (VF : Franck Monsigny) : Tony Bishara[3]
- Colin Woodell (VF : Fabrice Fara) : Ethan Sinclair[4]
- Susan Lucci (VF : Blanche Ravalec) : Genevieve Delatour

### Acteurs récurrents
- Matt Cedeño (VF : Bertrand Liebert) : Alejandro Rubio (épisodes 1 à 3)
- Melinda Page Hamilton : Odessa Burakov (épisodes 1 à 3)
- Reggie Austin (en) (VF : Sidney Kotto) : Reggie Miller
- Willie C. Carpenter (en) (VF : Benoit Allemane) : Kenneth Miller
- Gideon Glick (en) (VF : Maxime Baudoin) : Ty McKay
- Octavio Westwood : Miguel Falta
- Tiffany Hines (VF : Fily Keita) : Didi Miller
- Ivan Hernandez (VF : Mathieu Buscatto) : Javier Mendoza
- Kimberly Hébert Gregory (en) : Lucinda Miller
- Alex Fernández (VF : Jean-François Aupied) : Paulo Diaz
- Susie Abromeit (VF : Claire Baradat) : Dahlia Deering
- Sean Flynn (VF : Alexandre Nguyen) : Jason

### Invités
- Mariana Klaveno (VF : Sandra Valentin) : Peri Westmore (épisodes 1 et 2)
- Tricia O'Kelley (en) (VF : Rafaèle Moutier) : Tanya Taseltof[5] (épisodes 1 à 3)
- Brianna Brown (VF : Sybille Tureau) : Taylor Stappord (épisode 4)
- June Squibb (VF : Évelyne Grandjean) : Velma Mudge, mère de Genevieve[6] (épisodes 9 et 10)
- Gilles Marini (VF : Thomas Roditi) : Sébastien Dussault[7] (épisode 13)

## Liste des épisodes

### Épisode 1:Un mari idéal
- États-Unis : 20 avril 2014 sur Lifetime[8]
- France :
  - 8 mars 2015 sur Téva[9]
  - 18 mai 2015 et 18 janvier 2017 sur M6
- Belgique : 5 juin 2016 sur RTL-TVI

- États-Unis : 1,96 million de téléspectateurs[10] (première diffusion)
- France : 194 000 téléspectateurs (2,3%) (deuxième diffusion)[11]
- France : 89 000 téléspectateurs (troisième diffusion)[12]

### Épisode 2:Le Monde selon Zoila
- États-Unis : 27 avril 2014 sur Lifetime
- France :
  - 8 mars 2015 sur Téva
  - 19 mai 2015 et 18 janvier 2017 sur M6
- Belgique : 5 juin 2016 sur RTL-TVI

- États-Unis : 1,68 million de téléspectateurs[13] (première diffusion)
- France : 109 000 téléspectateurs (2,8%) (deuxième diffusion)[14]
- France : 169 000 téléspectateurs (troisième diffusion)[12]

- Willie C. Carpenter (Kenneth Miller)
- Reggie Austin (Reggie Miller)
- Tricia O'Kelley (Tanya Taseltof)
- Alex Fernandez (Pablo Diaz)
- Tiffany Hines (Didi Miller)
- Kimberly Hebert Gregory (Lucinda Miller)

### Épisode 3:Liaisons dangereuses
- États-Unis : 4 mai 2014 sur Lifetime
- France :
  - 8 mars 2015 sur Téva
  - 19 mai 2015 et 18 janvier 2017 sur M6
- Belgique : 12 juin 2016 sur RTL-TVI

- États-Unis : 1,57 million de téléspectateurs[15] (première diffusion)
- France : 202 000 téléspectateurs (troisième diffusion)[12]
- France : 222 000 téléspectateurs (2,5%) (deuxième diffusion)[14]

### Épisode 4:Les Crimes du cœur
- États-Unis : 11 mai 2014 sur Lifetime
- France :
  - 15 mars 2015 sur Téva
  - 20 mai 2015 sur M6
- Belgique : 12 juin 2016 sur RTL-TVI

- États-Unis : 1,65 million de téléspectateurs[16] (première diffusion)
- France : 113 000 téléspectateurs (2,7%) (deuxième diffusion)[14]

- Brianna Brown : Taylor Stappord

### Épisode 5:Un homme de trop
- États-Unis : 18 mai 2014 sur Lifetime
- France :
  - 15 mars 2015 sur Téva
  - 20 mai 2015 sur M6
- Belgique : 19 juin 2016 sur RTL-TVI

- États-Unis : 1,54 million de téléspectateurs[17] (première diffusion)
- France : 208 000 téléspectateurs (2,3%) (deuxième diffusion)[14]

### Épisode 6:Le Tiroir aux secrets
- États-Unis : 25 mai 2014 sur Lifetime
- France :
  - 22 mars 2015 sur Téva
  - 21 mai 2015 sur M6
- Belgique : 19 juin 2016 sur RTL-TVI

- États-Unis : 1,78 million de téléspectateurs[18] (première diffusion)

### Épisode 7:Scènes de ménage
- États-Unis : 1er juin 2014 sur Lifetime
- France :
  - 22 mars 2015 sur Téva
  - 21 mai 2015 sur M6
- Belgique : 26 juin 2016 sur RTL-TVI

- États-Unis : 2,14 millions de téléspectateurs[19] (première diffusion)

### Épisode 8:Sexe, Mensonges et Vidéos
- États-Unis : 8 juin 2014 sur Lifetime
- France :
  - 29 mars 2015 sur Téva
  - 22 mai 2015 sur M6
- Belgique : 26 juin 2016 sur RTL-TVI

- États-Unis : 1,82 million de téléspectateurs[20] (première diffusion)

### Épisode 9:Visite surprise
- États-Unis : 15 juin 2014 sur Lifetime
- France :
  - 29 mars 2015 sur Téva
  - 22 mai 2015 sur M6
- Belgique : 3 juillet 2016 sur RTL-TVI

- États-Unis : 1,81 million de téléspectateurs[21] (première diffusion)

- Nicole Sullivan : Molly

### Épisode 10:Voyage au bout de la nuit
- États-Unis : 22 juin 2014 sur Lifetime
- France :
  - 5 avril 2015 sur Téva
  - 25 mai 2015 sur M6
- Belgique : 3 juillet 2016 sur RTL-TVI

- États-Unis : 1,93 million de téléspectateurs[22] (première diffusion)

### Épisode 11:Le Pacte
- États-Unis : 29 juin 2014 sur Lifetime
- France :
  - 5 avril 2015 sur Téva
  - 26 mai 2015 sur M6
- Belgique : 10 juillet 2016 sur RTL-TVI

- États-Unis : 1,49 million de téléspectateurs[23] (première diffusion)

### Épisode 12:En quête de preuves
- États-Unis : 6 juillet 2014 sur Lifetime
- France :
  - 12 avril 2015 sur Téva
  - 27 mai 2015 sur M6
- Belgique : 10 juillet 2016 sur RTL-TVI

- États-Unis : 1,86 million de téléspectateurs[24] (première diffusion)

### Épisode 13:Pour le meilleur et pour le pire
- États-Unis : 13 juillet 2014 sur Lifetime
- France :
  - 12 avril 2015 sur Téva
  - 28 mai 2015 sur M6
- Belgique : 10 juillet 2016 sur RTL-TVI

- États-Unis : 2,23 millions de téléspectateurs[25] (première diffusion)